# Herbert Gleiter
Herbert Gleiter (Stuttgart, 13 de outubro de 1938) é um físico e cientista dos materiais alemão.
É desde 2007 membro da Academia Leopoldina, que lhe concedeu a Medalha Cothenius de 2015. Foi eleito em 2014 membro da Academia Europaea.